# Bashkia e Selenicës
Bashkia e Selenicës är en kommun i Albanien.   Den ligger i Vlorë prefektur i den sydvästra delen av landet, 90 kilometer söder om huvudstaden Tirana.
Trakten runt Bashkia e Selenicës består till största delen av jordbruksmark.  Runt Bashkia e Selenicës är det ganska tätbefolkat, med 86 invånare per kvadratkilometer.